# SKarta

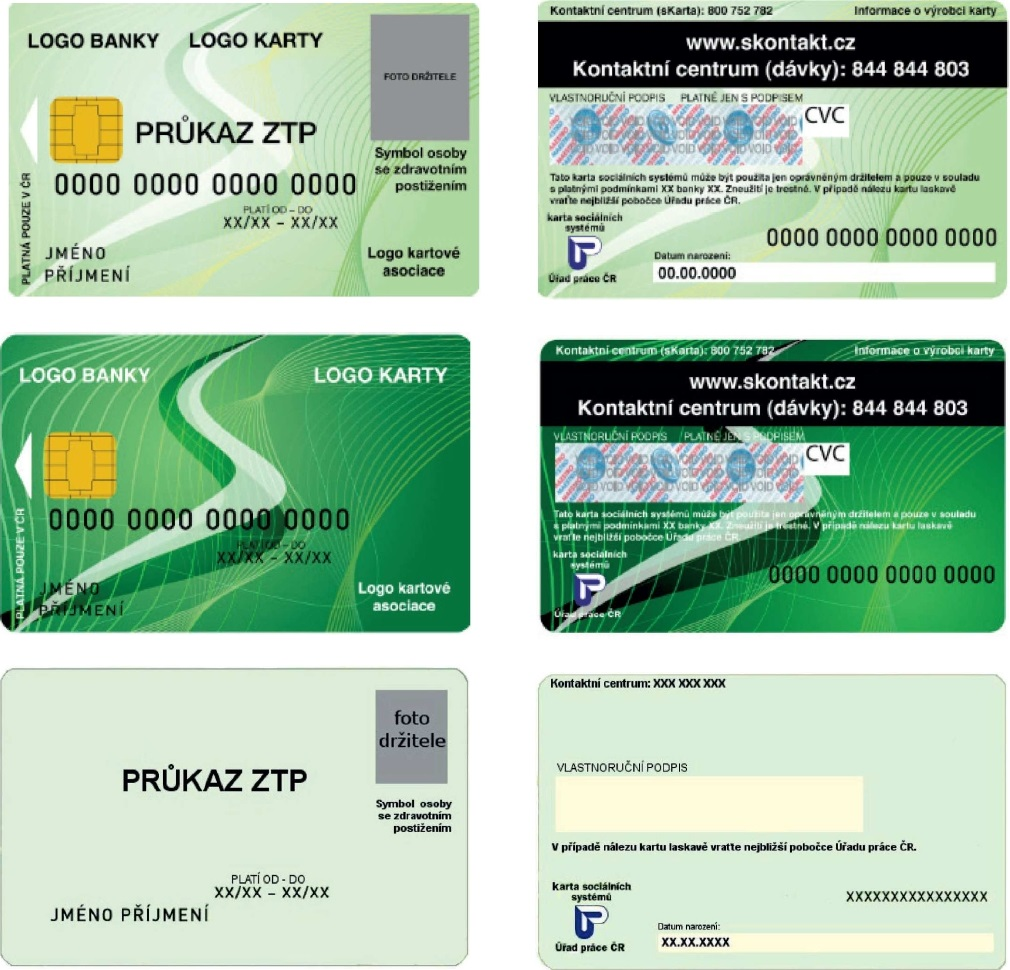
Tři varianty sKarty
Nahoře: karta s elektronickým nosičem dat s funkcí průkazu osoby se zdravotním postižením
Uprostřed: karta s elektronickým nosičem dat bez funkce průkazu osoby se zdravotním postižením
Dole: karta bez elektronického nosiče dat pouze s funkcí průkazu osoby se zdravotním postižením

sKarta byla speciální platební karta, která byla v České republice zavedena jako identifikační průkaz pro osoby, kterým jsou vypláceny sociální dávky. Její speciální verze nahrazovala i průkaz pro osoby se zdravotním postižením. Ke kartě také náležel speciální bankovní účet, na který byly zasílány veškeré sociální dávky, na které měla daná osoba nárok.

## Historie

### Zavedení
sKarty začala Česká spořitelna na základě pověření od Úřadu práce ČR vydávat v červenci 2012, její plošné vydávání jako náhrada za ostatní dokumenty mělo být uskutečněno během roku 2013. Její vydávání bylo součástí sociální reformy 2012. Kartu sociálních systémů zmiňoval zákon o sociálních službách (bez údaje o tom, kdo ji má vydávat), zákon o státní sociální podpoře, zákon o poskytování dávek osobám se zdravotním postižením, zákon o zaměstnanosti, zákon o pomoci v hmotné nouzi a § 28 zákona o přestupcích. Podobu a náležitosti karty upravovala vyhláška č. 424/2011 Sb., o vzoru, náležitostech a provedení karty sociálních systémů, vzoru, náležitostech a provedení potvrzení o ztrátě, odcizení, poškození nebo zničení karty sociálních systémů a vzoru Standardizovaného záznamu sociálního pracovníka, ve znění vyhlášky č. 203/2012 Sb.
Přestože některé orgány (např. ministryně práce a sociálních věcí Ludmila Müllerová) tvrdily, že používání sKarty je povinné, podle veřejného ochránce práv nesmí úřad kvůli nepřevzetí karty zastavit vyplácení dávek, protože zákon jejich vyplácení používáním sKarty nepodmiňuje.
Po testovacím provozu, kdy bylo vydáno 5.000 karet v Rokycanech a 5.000 karet na Praze 2 v červenci 2012, byla spuštěna plošná distribuce karet, kterých bylo v období od srpna 2012 do konce roku vydáno přes 250.000 kusů. Aktivační poměr 80 % klientů, příjemců dávek včetně mateřských, do 2 týdnů svědčil o velmi dobré akceptaci tohoto nástroje eGovernmentu. 

### Zrušení
Zachování sKaret nakonec přes odpor zdravotně postižených, watchdogové organizace Kverulant.org, levicových stran i ODS až do konce prosazoval dřívější ministr práce a sociálních věcí Jaromír Drábek a jeho strana TOP 09 v čele s místopředsedou Miroslavem Kalouskem, pozdější ministryně Ludmila Müllerová už v květnu 2013 zrušení sKarty očekávala a Rusnokův ministr František Koníček, bývalý člen ČSSD, už plánoval její zrušení. Podle Drábka měl projekt ročně státu uspořit 250 milionů s nulovými náklady. Poslanec ČSSD a stínový ministr práce a sociálních věcí Roman Sklenák považoval za důvod ke zrušení, že Úřad pro ochranu osobních údajů udělil ministerstvu práce a sociálních věcí dvě pokuty, sKartou se zabýval antimonopolní úřad i Ústavní soud a projekt kritizovala veřejnost i zdravotně postižení. Poslankyně za KSČM Marta Semelová zdůraznila kritický postoj Národní rady zdravotně postižených. Skupina senátorů za ČSSD v čele se Zdeňkem Škromachem a Boženou Sekaninovou navrhla 25. října 2012 v senátu zákon o zrušení sKaret, Senát návrh přijal a předložil sněmovně 8. února 2013. Poslanecká sněmovna 8. srpna 2013, týden před svým plánovaným předčasným rozpuštěním, poměrem 84 hlasů ze 127 přítomných zákon přijala; 12. září návrh schválil senát a 17. září podepsal prezident. Definitivně projekt sKaret skončil v dubnu 2014.

## Použití sKarty
- Platební – možnost platit v obchodech nebo pomocí ní vybírat peníze z bankomatu
- Identifikační – jako průkaz pro příjemce dávek (karta měla sloužit i jako identifikátor při styku s Úřadem práce), nebo jako průkaz pro osoby s postižením (měla být náhradou za klasické průkazy TP, ZTP a ZTP/P)
- Autentizační – možnost realizovat činnosti spojené s veřejnou správou prostřednictvím internetu
- Ochrana před bankrotem - účet, na který byly zasílány peněžní prostředky MPSV a/nebo Úřadu práce a ke kterému byla vydána sKarta byly jediným zdrojem příjmů, tj. na účet nemohl poslat peníze nikdo jiný než "stát" a zároveň na tento účet nebylo možné aplikovat exekuci. Finanční prostředky takto poskytnuté potřebným byly ochráněny a tímto byla příjemcům a také jejich rodinám zajištěna životní úroveň garantovaná státem.

## Údaje na sKartě
Na přední straně karty:
- Jména a příjmení držitele
- Číslo karty
- Platnost karty
- U osob TP, ZTP a ZTP/P dále:
  - průkazová fotografie (23 mm x 17,8 mm)
  - druh a stupeň postižení
  - případně symbol osoby s hluchotou   osoby nevidomé,  nebo osoby hluchoslepé,

Na zadní straně:
- Logo a název „Úřad práce ČR“
- Číslo karty v Jednotném informačním systému práce a sociálních věcí
- Podpis držitele (případně zákonného zástupce)
- Ověřovací kód CVC
- Telefonní číslo na kontaktní centrum

V elektronické části:
- Platební aplikace podle mezinárodního standardu EMV

- Identifikační aplikace, která obsahuje
  - číslo karty v Jednotném informačním systému práce a sociálních věcí,
  - autentizační funkci a data, kterými jsou realizovány elektronické služby karty v informačních systémech veřejné správy
  - jméno, popřípadě jména, příjmení a rodné číslo držitele karty

## Kritika
Zavádění sKaret čelilo různé kritice, například ze strany veřejného ochránce práv, Národní rady osob se zdravotním postižením nebo organizace Kverulant.org. Údajné problémy měly být:
- Komplikovanější vybírání peněz – síť bankomatů a obchodů s platebním terminálem je řidší než síť České pošty, navíc pro starší občany nebo zdravotně postižené představuje cestování do města či ovládnutí nové techniky zvláštní překážku.
- Převedení nákladů systému ze státu na občana – výběr peněz je komplikován různými poplatky České spořitelně. Další nemalý poplatek 240 Kč je za ztrátu karty.
- Karta umožňuje bance a zprostředkovaně i ministerstvu práce a sociálních věcí zkoumat, jak je s penězi nakládáno. Přitom se často jedná o dávky, s kterými občan může jednat dle libosti, a tedy není důvod mu plošnou kontrolou zasahovat do soukromí.
- Na kartě je shromážděno neúměrné množství osobních údajů
- Podoba karty a jejího používání není dána zákonem, ale pouze prováděcími předpisy, případně dokonce směrnicemi banky, což je nevhodné vzhledem k tomu, že je na úrovni osobního dokladu
- Omezení zakoupitelného zboží nezabrání jeho přeprodání

Projekt je dále kritizován v souvislosti s tím, že je pro občany vlastně k ničemu a je výhodný pouze pro banku. V této souvislosti je zmiňováno, že hlavním strůjcem karty je Vladimír Šiška, který musel z ministerstva odejít kvůli podezření z korupce.